# Richard Kuklinski
Richard Kuklinski, född 11 april 1935 i Jersey City, död 5 mars 2006 i Trenton, var en amerikansk mördare som arbetade för maffian. År 1988 dömdes han till livstids fängelse för fyra mord och 2003 fälldes han för ytterligare ett mord. Kuklinski fick öknamnet "The Iceman" på grund av att han vid minst ett tillfälle placerade ett av sina offer i ett frysrum för att försvåra fastställandet av den tid då offret dog. Han fick även öknamnet "The Devil Himself".
Kuklinski inledde sin kriminella bana i ung ålder. Han köpte och sålde stulna varor, sysslade med narkotikahandel, pornografi och penningtvätt. Efter att Kuklinski dömts gav han en rad intervjuer för författare, kriminologer och psykiatriker. Kuklinski hävdade att han hade mördat mellan 100 och 250 män, ofta på ett utstuderat brutalt vis. Kuklinski framhöll även att han var involverad i morden på Paul Castellano och Carmine Galante samt Jimmy Hoffa, men detta har aldrig kunnat bekräftas.

## Biografi
Richard Kuklinski föddes i Jersey City och var son till Stanisław "Stanley" Kukliński (1906–1977), en polsk immigrant, och Anna McNally (1911–1972), dotter till katolska immigranter från Dublin. Fadern var bromsare på Lackawanna Railroad och modern arbetade på ett köttförpackningsföretag. Stanley Kuklinski var en våldsam alkoholist som regelbundet slog sina barn och emellanåt även sin hustru. Richard Kuklinski har hävdat att fadern kunde misshandla honom helt utan orsak. Stanley lämnade familjen när Richard fortfarande var ett barn men återvände då och då berusad, och han brukade då slå den unge Richard. Även modern Anna slog Richard, bland annat med ett kvastskaft. Richard Kuklinski hävdade i en intervju att modern en gång försökte döda honom med en kökskniv. Modern var en nitisk katolik och ansåg att sträng disciplin skulle gå hand i hand med en sträng religiös uppfostran. Richard Kuklinski uppfostrades som katolik och blev korgosse; senare tog han avstånd från katolicismen.
I barndomen plågade och dödade Kuklinski katter, ofta på utstuderat sadistiska vis. Bland annat kastade han in levande katter i förbränningsugnar samt torterade herrelösa hundar.
Kuklinski hade tre syskon. Den äldre brodern Florian (1933–1941) avled till följd av att fadern misshandlat honom. Föräldrarna ljög för polisen och påstod att Florian hade avlidit av ett fall från en trappa. Kuklinskis yngre syskon var Roberta (1942–2010) och Joseph (1944–2003). Joseph Kuklinski dömdes 1970 för att ha våldtagit den 12-åriga flickan Pamela Dial och mördat henne genom att kasta henne och hennes hund från en femvåningsbyggnad.
Kuklinski hade en våldsam aggressionsproblematik. Vid ett tillfälle körde han på en motorväg i Georgia. Plötsligt dök en van med tre män upp och föraren försökte flera gånger att preja Kuklinski av vägen. Kuklinski blev ursinnig och stannade sin bil; när männen närmade sig sköt Kuklinski ihjäl samtliga tre med en Magnum 357.

## Populärkultur
Filmer
- Dokumentärfilmen The Iceman Tapes: Conversations with a Killer från 1992.
- Dokumentärfilmen The Iceman: Confessions of a Mafia Hitman från 2001.
- År 2012 hade filmen The Iceman premiär. Michael Shannon spelar Richard Kuklinski och Winona Ryder hans hustru.

Musik
- Det amerikanska extrem metal-bandet Macabres album Murder Metal från 2003 innehåller låten "The Iceman".
- Låten "Lyrical Hitman" med de amerikanska rapparna Royce Da 5'9" och Marv Won är inspirerad av Kuklinski.